# Patricie Kotalíková
MUDr. Patricie Kotalíková (* 27. července 1972, Chomutov) je česká lékařka a politička, v letech 2010 až 2013 poslankyně zvolená na kandidátce strany TOP 09. Působí jako primářka dětského oddělení Nemocnice Kadaň. Poslankyní Poslanecké sněmovny Parlamentu České republiky byla zvolena ve volbách 2010 v Ústeckém kraji. Věnuje se problematice onemocnění ledvin a močových cest u dětských pacientů, kojení a správné výživě v dětském věku, problematice diagnostiky zánětlivých onemocnění centrální nervové soustavy. Na tato témata i opakovaně přednáší odborné i laické veřejnosti.
Od roku 2008 je členkou představenstva OS ČLK v Chomutově.